# 徐善慶 (嘉靖進士)
徐善慶（1532年—？），字元禎，號龍岡，江西撫州府金谿縣人，民籍，明朝政治人物。

## 生平
嘉靖三十一年（1552年）壬子科江西鄉試第四十一名舉人。嘉靖三十二年（1553年）聯捷癸丑科二甲第四十三名進士。工部观政，授河南汝州知州，升兵部职方司员外郎，晋郎中，三十八年（1559年）巡蓟辽边关，勘查蓟镇各营。與首輔嚴嵩不合，棄官歸。嚴嵩敗，起補南京禮部儀制司郎中，隆慶元年（1567年）出知宁波府。隆慶三年（1569年）正月升广东按察司副使，十一月调任陕西提学副使，五年正月考察，以不謹罢。遂不出，卧林下四十年，研究性理之学，罗汝芳谓其冲漠恬粹，今人罕俦，学者称为龙冈先生。

## 家族
曾祖徐穀，壽官；祖父徐脩，壽官；父徐鈞，母許氏；繼母袁氏。重庆下。兄徐湯、徐沾。弟徐同慶。兄徐汤、徐沾，弟徐同庆。